# Izoperimetrikus egyenlőtlenség
Az izoperimetrikus egyenlőtlenség szerint, ha egy egyszerű, síkbeli, zárt rektifikálható görbe kerülete K, közbezárt területe T, akkor {\displaystyle T\leq K^{2}/4\pi } és egyenlőség csak a kör esetén áll fenn. Azaz az egyenlő kerületű zárt görbék közül a kör zárja körül a legnagyobb területet. Az egyenlőtlenség igazolása a variációszámítás klasszikus feladata.